# ريكاردو باريوس
ريكاردو باريوس (بالإسبانية: Ricardo Barrios)‏ هو لاعب كرة قدم هندوراسي في مركز الوسط، ولد في 22 فبراير 1994 في لا سيبا في هندوراس. لعب مع نادي موتاجوا ‏.

## وصلات خارجية
- ريكاردو باريوس على موقع قاعدة بيانات كرة القدم.إي يو (الإنجليزية)
- ريكاردو باريوس على موقع Soccerway.com (الإنجليزية)